# 普日尼基 (特盧馬奇區)
48°45′55″N 25°3′34″E / 48.76528°N 25.05944°E
普日尼基（烏克蘭語：Пужники），是烏克蘭西部的村莊，隸屬伊萬諾-弗蘭科夫斯克州的伊萬諾-弗蘭科夫斯克區。該村始建於1380年，面積16.5平方公里，2001年人口833，人口密度每平方公里50.6人。